# Denis Krestinin
Denis Krestinin (Vilnius, 15 aprile 1994) è un cestista lituano.

## Palmarès
- Campionato polacco: 1

Turów Zgorzelec: 2013-14